# Controleur de vol
Een controleur de vol is een (blind)-vlieginstrument uit de jaren 20 en begin jaren 30. Het instrument bestaat uit een snelheidsmeter, een bochtaanwijzer  en een slipindicator.

## Geschiedenis
In de beginjaren van de luchtvaart bleek dat de mens niet in staat is om op gevoel te vliegen in het geval van slecht zicht en/of wolken. Veel vliegers van het eerste uur meenden dat dit wel mogelijk was, en keken daarom zelfs wat minderwaardig naar de vliegers die deze moeilijkheden uitspraken. In zowel de Verenigde Staten als Europa zocht men naar oplossingen. 
Een van de oplossingen zat in de toepassing van de gyroscoop. In Amerika paste Elmer Sperry deze wetenschap toe op zijn bochtaanwijzer. Later zou zijn zoon op hetzelfde principe voortbouwen en de kunstmatige horizon ontwikkelen. In Frankrijk ontwikkelde men de controleur de vol: een combinatie waarin naast de bochtaanwijzer en de bal tevens de snelheidsmeter was toegevoegd. 
Deze controleur de vol werd onder andere gebruikt door de KLM in de Fokker F.VIIa-vliegtuigen en op de drie-motorige varianten en opvolgers hiervan. De KLM bereikte enorme continuïteit in hun dienstuitvoering en vlogen nu door weer en wind.

## Werking

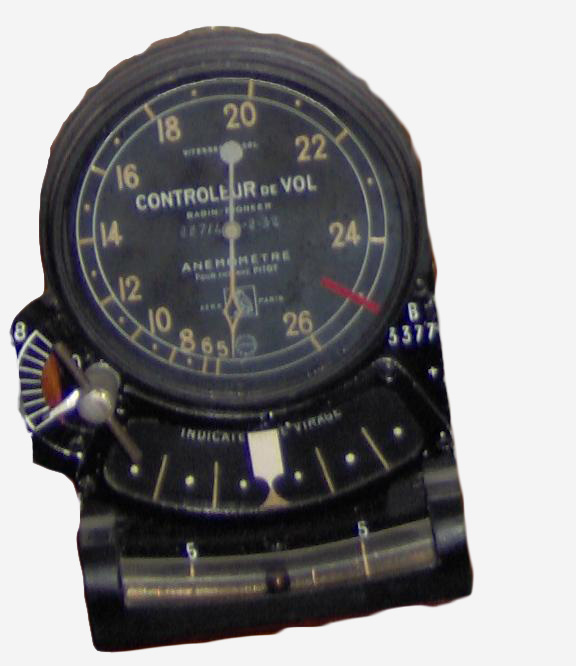
Een controleur de vol, van boven naar beneden zichtbaar: de snelheidsmeter, de bochtaanwijzer en de slipindicator

### Snelheidsmeter
Bij horizontale vlucht bij een bepaald toerental ontwikkelt het vliegtuig een snelheid ten opzichte van de lucht die de vlieger afleest op de snelheidsmeter. Snelheidstoename kan duiden op dalen van het vliegtuig; snelheidsafname kan duiden op klimmen van het vliegtuig. De vlieger kan de stand van het vliegtuig corrigeren met de stuurknuppel (of stick), eventueel met een aanpassing van het motorvermogen. 
De snelheid weergegeven op het instrument is dus de snelheid ten opzichte van de omringende lucht; de zogenoemde Indicated Airspeed (IAS). Deze luchtsnelheid hoeft in het geheel niet overeen te komen de met grondsnelheid (GS).

### Bochtaanwijzer
Als de naald van de bochtaanwijzer in het midden staat, duidt dit op het rechtuit gaan van het vliegtuig. Zodra de naald naar links wijst, maakt het vliegtuig een bocht naar links. De vlieger kan dit, indien nodig, corrigeren door middel van de rolroeren waardoor de naald weer in het midden komt te staan. Indien de naald naar rechts wijst, werkt dit omgekeerd.

### Slipindicator
De slipindicator meet zijdelingse krachten op het vliegtuig. Of het vliegtuig "slipt" of "schuift" tijdens de vlucht wordt weergegeven door middel van een "balletje" in een (gebogen) glazen buisje. Als het balletje in het midden van het glaasje ligt, geeft dit aan dat er geen sprake is van zijdelingse krachten op het vliegtuig; een "gecoördineerde" vlucht/bocht. 
(Zijdelingse krachten zijn niet gewenst aangezien zij extra aerodynamische weerstand veroorzaken op het vliegtuig) 
Als het balletje links in het glaasje ligt, duidt dit dus op een zijdelingse kracht. De vlieger kan dit corrigeren door middel van het richtingsroer (of voetenstuur).  Als hij het richtingsroer (met de juiste hoeveelheid) naar links intrapt ('op het balletje trappen';  Engels: step on the ball) kan hij de krachten op het vliegtuig veranderen waardoor de zijdelingse kracht opgeheven wordt, en het balletje weer terugkeert in het midden van het glaasje.
Als het balletje rechts in het glaasje ligt, geldt het tegenovergestelde.
Het uitslaan van het balletje geeft dus weer of het vliegtuig slipt of schuift. (Engels: slip or skid).

## Ontwikkeling in de tijd

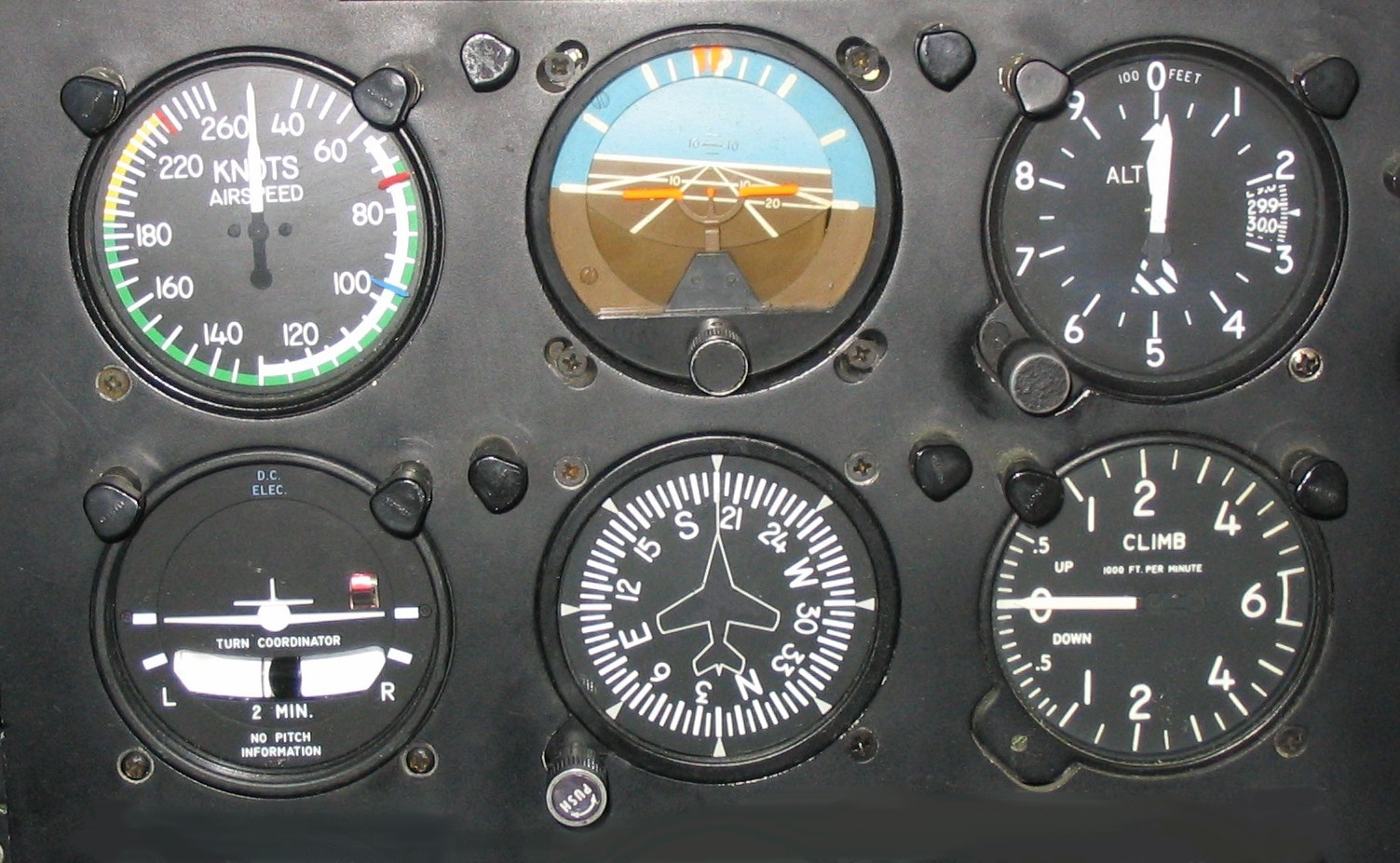
De zes basis instrumenten gerangschikt in een "basic-six" patroon. Vanaf linksboven: snelheidsmeter, kunstmatige horizon, hoogtemeter, bochtaanwijzer, gyrokompas en variometer

Begin jaren 30 nam de kunstmatige horizon steeds meer de primaire taak over van de controleur de vol en andere typen bochtaanwijzers. Tot op de dag van vandaag is de kunstmatige horizon het primaire instrument voor het instrument- en blindvliegen. Toch is de bochtaanwijzer nog altijd in de meeste cockpits aanwezig en in de gebruikte "Basic six-patroon" kan men zelfs de controleur de vol nog herkennen: een snelheidsmeter geplaatst boven de bochtaanwijzer met het balletje. De huidige manier van vliegen verschilt echter wel fundamenteel van de hierboven beschreven vliegtechniek met gebruikmaking van de controleur de vol.